# Baha Men
Baha Men är en musikgrupp från Bahamas som hösten 2000 hade en jättehit med sången Who Let the Dogs Out. Man är även kända under namnen The Baha Boys och High Voltage

## Diskografi
- Who Let The Dogs Out (2001)
- Move It Like This (2003)